# コズミックブレイク2
『コズミックブレイク2』（CosmicBreak2、略称：CB2）は、株式会社サイバーステップにより開発・運営されていたオンラインゲーム。種別としては#サードパーソン・シューティングゲーム（TPS）に分類される。基本プレイ無料（アイテム課金制）。
2020年6月25日をもってサービスを終了した。

## 概要
『コズミックブレイク』の続編。システムや操作方法なども前作のものを踏襲している。最大対戦人数は10人対10人。

## 歴史
- 2015年4月24日 - オープンベータテスト開始。（～2015年4月28日）
- 2015年4月30日 - 正式サービス開始。
- 2020年6月25日 - サービス終了。

## ゲームモード
ルーキー
1人から遊べるモード。ほとんどがNPCであり、ここでリーグの練習をすることができる。最大コストは120。途中参加はできない。
プライム
最低3vs3から始めることができる。ルーキーで練習が終わった後の実践モードである。NPCが登場する。最大コストは182。但し、ランク31以上ではランクポイントの変動がなくなる。
マスター
プライムとほとんど同じだが、景品は豪華になる。最大コストは272。ランク11から参加することができる。
ゴールデン
ゴールデンチケットを一枚消費することで参加できる。豪華な景品を手に入れることができる。最大コストは160。途中参加はできない。チケットはストアで購入することができる。

## 海外展開
- ブラジル - サイバーステップ現地子会社の運営で2015年8月13日より「Cosmic League（コズミックリーグ）」として正式サービス開始。2016年2月16日にサービス終了。
- 北米 - サイバーステップ現地子会社の運営で2015年12月11日より「Cosmic League（コズミックリーグ）」として正式サービス開始。2017年4月12日にサービス終了。
- 欧州 - idc/games社の運営で2016年04月15日より「Cosmic League（コズミックリーグ）」としてベータサービス開始。2016年11月30日にサービス終了。
- 韓国 - サイバーステップ現地子会社の運営で2015年12月20日より「코즈믹아레나（コズミックアリーナ）」として正式サービス開始。2017年1月19日に日本とのサーバ統合が行われ、現地のゲームサーバのみ停止。その後しばらくしてWebサーバも停止。
- 台湾 - サイバーステップ現地子会社の運営で2015年12月16日より「機戰聯盟（コズミックブレイク2）」として正式サービス開始。2018年2月1日に日サービス終了。終了前に希望者に対して日本サーバへのアカウント転送が行われた。

## Webラジオ
『こずみっくらじお』のタイトルで2015年4月30日から7月2日までHiBiKi Radio Station及び音泉にて毎週木曜日に配信されていたWebラジオ番組。パーソナリティは野田あゆ美（クリムローゼ 役）と倉永紗希（ルナスタシア 役）が務めた。
全十回配信され、第一回は公式ホームページから聴くことが可能である。